# Matila Malliarakis

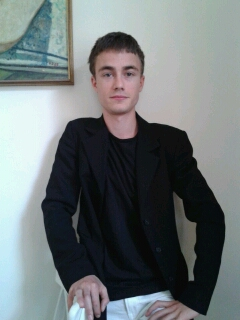
Matila Malliarakis, 2012

Matila Malliarakis (* 1986 in Galey, Ariège) ist ein französischer Schauspieler.

## Biographie
Er ist Absolvent des Conservatoire national supérieur d’art dramatique (Nationalen Konservatorium für Dramatische Kunst) in Paris im Jahr 2010. Zu seinen Lehrern zählten Dominique Valadié und Alain Françon.
Er ist der Großneffe des Malers Antoine Malliarakis (Mayo).
Im Jahr 2012 war er neben Romain Goupil Mitglied der Jury des Chartres School Film Festival. Im selben Jahr spielte er seine erste große Filmrolle als einer der beiden Hauptdarsteller im Film Jenseits der Mauern, der bei den Filmfestspiele von Cannes 2012 präsentiert wurde und für den er mehrere Schauspielpreise gewann.
Er ist Mitglied des Lesekomitees des Jeune théâtre national und des Lesekomitees von Poésie en Liberté. 2019 wurde er Ehrenmitglied.

## Filmografie

### Kino
- 2010: Adèle und das Geheimnis des Pharaos – Sémothep
- 2012: Jenseits der Mauern – Paulo Moiro
- 2013: Le Cri de Viola – Jonathan Wiesniowski
- 2013: Frères ennemis
- 2013: Cruel  – Hugo Castanet
- 2015: La Toile inconnue
- 2016: Tout, tout de suite  –  Suze
- 2017: Ni Dieux ni maîtres  – Matila

### Fernsehen
- 2005: Carnet de naufrage
- 2005: Un prof en cuisine –  Yannis Bompré
- 2006: Section de recherches
- 2007–2008: Cœur Océan – Louis
- 2012–2015: The Returned –  Frédéric
- 2014: Résistance – Bernard Kirschen
- 2016: Monsieur Paul – Pierre Touvier